# Gråzon (TV-serie)
Gråzon är en svensk-dansk drama-thrillerserie som hade premiär på C More den 22 februari 2018.

## Handling
Säpo-agenten Eva Forsberg hittar en skarpladdad missil med enorm sprängkraft dold i en lastbil i Göteborgs hamn, och ytterligare en missil saknas. För att förhindra ett förestående terrorattentat inleds ett samarbete med danska underrättelsetjänsten PET. Samtidigt tas drönaringenjören Victoria Rahbek som gisslan och tvingas lämna ut hemligstämplade uppgifter för att rädda sitt och sin sons liv.

## Rollista i urval
- Tova Magnusson som Säpo-agenten Eva Forsberg.
- Birgitte Hjort Sørensen som drönaringenjören Victoria Rahbek.
- Ardalan Esmaili som gisslantagaren Iyad Adi Kassar.[3]
- Joachim Fjelstrup som PET-agenten Jesper Lassen.
- Karin Franz Körlof som Linda Laaksonen.[3]
- Johan Rabaeus som Lars Björklund.[3]
- Virgil Katring-Rasmussen som Oskar Rahbek Lindsbye
- Lars Ranthe som Henrik Dalum
- Özlem Saglanmak som Marjan Rajavi
- Christopher Wollter som Johan Claes Hedmark
- Kida Khodr Ramadan som Al-Shishani
- Olaf Højgaard som Claes Palova
- Jessica Liedberg som Christina Helander

## Avsnitt Säsong 1
1. Avtalet
2. Första uppdraget
3. Hemkomsten
4. En chans
5. Värvad
6. Dubbelagent
7. Offret
8. Överlevnad
9. Simone
10. En ny värld